# تاس‌ماهی سیبری
تاس‌ماهی سیبری (نام علمی: Acipenser baerii) نام یک گونه از سرده تاس‌ماهی‌های اصلی است. این گونه ماهی در حوضه آبریز سیبری، دریای کارا، دریای لاپتف و شرق دریای سیبری شرقی آب‌های داخلی، رود اب، رود سنی سئی، دریاچه بایکال، رود آنگارا، رود لنا، رود کولیما در قزاقستان و چین و بخش‌هایی از روسیه یافت می‌شود.